# Catostomus nebuliferus
Catostomus nebuliferus es una especie de peces de la familia Catostomidae en el orden de los Cypriniformes.

## Distribución geográfica
Se encuentra en Coahuila (México).